# (21071) 1991 PE7
A (21071) 1991 PE7 a Naprendszer kisbolygóövében található aszteroida. Eric Walter Elst fedezte fel 1991. augusztus 6-án.